# 북마케도니아의 정당
북마케도니아의 정당은 다당제를 채택하고 있으며, 주로 연립 정부를 통해 정부를 구성한다.

## 주요 정당

### 집권당
- 내부 마케도니아 혁명 기구-마케도니아 국민통합민주당 - 극우, 우익 포퓰리즘, 국민보수주의, 반공주의, 친유럽주의, 대서양주의

### 야당
- 마케도니아 사회민주주의 동맹 - 중도, 제3의 길, 사회보수주의, 친유럽주의
- 좌파당 - 좌익, 사회주의, 좌익 국민주의, 반제국주의, 유럽회의주의

## 공산주의 정당
- 마케도니아 공산당 (마르크스-레닌주의) - 마르크스-레닌주의 정당

## 기타 정당
- 국민민주부흥당
- 알바니아계 민주연합당
- 민주대안당 - 중도주의 정당
- 보스니아 민주동맹
- 마케도니아 자유당 - 자유주의 정당
- 국민민주당
- 신민주당
- 번영민주당
- 마케도니아 연합민주당
- 사회민주주의당 - 사회민주주의 정당
- 마케도니아 로마연합당
- 내부 마케도니아 혁명 기구-국민당 - 국가보수주의, 기독교 민주주의 정당